# Hidromorfona
La hidromorfona es un medicamento analgésico derivado de la morfina que se utiliza para el tratamiento del dolor intenso que no responde a otros fármacos.
Actúa mediante unión al Receptor opioide μ del sistema nervioso central y por lo tanto interfiere en los mecanismos bioquímicos que producen el dolor.
Sus efectos farmacológicos y perfil de seguridad son similares a los de la morfina, tiene la ventaja de presentarse en forma de comprimidos de liberación retardada que se pueden administrar en una dosis única diaria.
Se presenta en forma de comprimidos de 4,8,16,32 y 64 mg. Se recomienda iniciar el tratamiento con la dosis más pequeña que alivie el dolor y aumentarla progresivamente en función de la respuesta obtenida.
Es un medicamento que genera hipotensión por lo cual hay que estar muy alerta.
La hidromorfona para inyección se presenta en una solución concentrada de 10 mg / ml de hidromorfona, y soluciones con 1, 2 y 4 mg/mL. La solución concentrada está diseñada para ser utilizada sólo en los pacientes tolerantes a los opioides. Los pacientes considerados tolerantes a los opioides son los que han sido tratados como mínimo con 60 mg de morfina por vía oral / día, 25 mcg de fentanilo transdérmico/hora, 30 mg por vía oral de oxicodona/día, 8 mg por vía oral hidromorfona/día, 25 mg por vía oral oximorfona/día, o una dosis equianalgésica de otro opioide durante una semana o más.